# Сисоєвка (Єрмекеєвський район)
Сисо́євка (рос. Сысоевка, башк. Сысоевка) — присілок у складі Єрмекеєвського району Башкортостану, Росія. Входить до складу Бекетовської сільської ради.
Населення — 1 особа (2010; 1 в 2002).
Національний склад:
- росіяни — 100 %